# Johannes Büchs

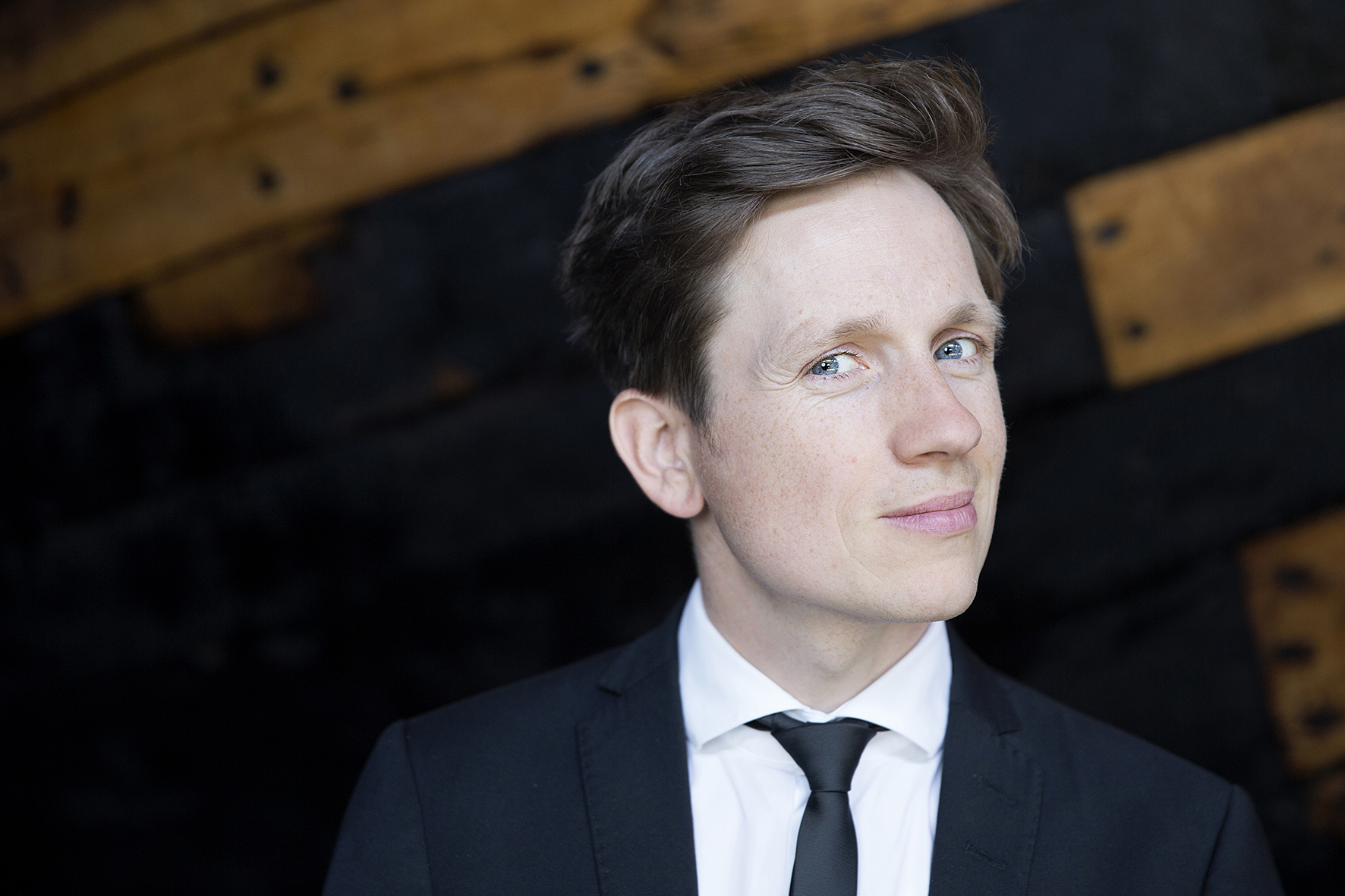
Johannes Büchs

Johannes Büchs (* 28. Dezember 1979 in Ludwigshafen am Rhein) ist ein deutscher Journalist und Fernsehmoderator.

## Karriere
Johannes Büchs studierte an der Universität des Saarlandes Informationswissenschaft, neuere deutsche Sprachwissenschaft und Wirtschaftsinformatik. Während seines Studiums engagierte er sich in der Studierendenvertretung und war Stipendiat der Stiftung der Deutschen Wirtschaft. Daneben arbeitete er als Radiomoderator für den Saarländischen Rundfunk und Südwestrundfunk. Ab 2006 absolvierte Johannes Büchs ein Volontariat beim Norddeutschen Rundfunk, wo er im Anschluss als Fernsehautor arbeitete. Von Mai 2009 bis Oktober 2017 moderierte er die Kindersendung neuneinhalb im Ersten. Außerdem ist er als Autor und Protagonist für die Sendung mit der Maus tätig. Seit 2013 moderiert er die Sendung Kann es Johannes? im KiKA. Im August 2016 war Büchs Moderator der ersten Staffel der Kinderspielshow Krass nass! Die Tigerenten Club Sommerspiele. Im April 2017 moderierte er gemeinsam mit Laura Kampf die KiKA-Miniserie „Schrott or Not“.
Neben seiner journalistischen Tätigkeit ist er als Trainer aktiv, vor allem im Bereich Dramaturgie, Medien und Kreativität, und hat einen Lehrauftrag an der Zeppelin Universität in Friedrichshafen. Büchs moderiert auch Veranstaltungen, etwa den Deutschen Sozialpreis.

## Auszeichnungen
- 2012 wurde Johannes Büchs für den Grimme-Preis nominiert.[10]
- 2013 wurde Johannes Büchs mit dem DGE Journalistenpreis ausgezeichnet.[11]
- 2014 wurde die Sendung „Kann es Johannes?“ mit dem goldenen Spatz ausgezeichnet.[12]
- 2014 wurde Johannes Büchs gemeinsam mit Malin Büttner und Siham El-Maimouni mit dem UmweltMedienpreis der Deutschen Umwelthilfe ausgezeichnet.[13]
- 2015 wurde die Sendung „Kann es Johannes?“ im Rahmen des Grimme-Preis für den Sonderpreis Kultur des Landes NRW nominiert.[14]